# 内田誠一
内田 誠一（うちだ せいいち、1967年 - ）は、日本の情報工学者。九州大学理事・副学長・主幹教授、日本学術会議会員。文部科学大臣表彰科学技術賞等受賞。

## 人物・経歴
福岡県北九州市門司区門司港生まれ。1986年福岡県立小倉高等学校卒業。1990年九州大学工学部電子工学科卒業。1992年九州大学大学院工学研究科修士課程修了、セコム入社、IS研究所音声情報処理研究室配属。1996年退社し、九州大学大学院システム情報科学研究科博士後期課程知能システム学専攻入学。1999年同修了、博士（工学）。同年同大助手、2002年助教授。2007年教授。2017年主幹教授、九州大学数理・データサイエンス教育研究センターセンター長。2022年九州大学副学長。2023年日本学術会議会員。2024年九州大学理事・副学長（情報・DX・図書館、評価・IR）。

## 受賞
- 2006年 MIRU長尾賞（最優秀論文賞）[3]
- 2007年 IAPR/ICDAR Best Paper Award[3]
- 2009年 電子情報通信学会論文賞[3]
- 2017年 九州大学主幹教授[3]
- 2019年 科学技術分野の文部科学大臣表彰科学技術賞（研究部門）[3]